# دانی سالاس
دانی سالاس (انگلیسی: Dani Salas؛ زادهٔ ۲۳ فوریهٔ ۱۹۸۸) بازیکن فوتبال اهل اسپانیا است.
از باشگاه‌هایی که در آن بازی کرده است می‌توان به باشگاه فوتبال ایبار اشاره کرد.